# Потъване на „Курск“
Потъването на руската подводница „K-141 Курск“ се случва по време на най-мащабното учение на руския флот от времето на СССР, което се провежда в Баренцово море. Подводницата потъва в събота, 12 август 2000 г.
Според официалната версия, подводницата потъва в резултат от взрив и пожар в торпедния ѝ отсек. Два последователни взрива от мястото ѝ на потъване оттекват през 2 минути и 15 секунди, и са толкова силни, че са записани дори от сеизмографи на Аляска.
Руският военноморски флот признава за загубата си на една от своите най-модерни, боеготовни и с доказана боеспособност подводници 6 часа след експлозиите, като спасителните ѝ шамандури са умишлено изключени след разузнаването което тази подводница провежда в Адриатическо море по време на бомбардировките на Югославия от НАТО. Установяването на точното ѝ местоположение след потъването отнема повече от 16 часа.
Интересни не само за публиката са алтернативните версии за случилото се в Баренцово море на 12 август 2000 г. Според редица и документални филми, потъването на подводницата „Курск“ е в резултат от изстреляни по нея две торпеда от американските подводници клас „Лос Анджелис“ – „Мемфис“ и „Толедо“. Първата прикривала втората, а двете били част от подводното американско разузнаване по време на най-мащабните руски военноморски маневри от времето на СССР. Първото торпедо било изстреляно по причина, че на първата американска атомна подводница засекли с локационната си апаратура подготовката на борда на „Курск“ за изстрелване на торпеда, което било заповядано в хода на ученията по заповед от флагмана на руския военноморски флот – атомният крайцер „Петър Велики“. Командирът на подводницата си помислил, че понеже американската подводница е в зоната за поразяване от „Курск“ ще бъде цел на атака. Второто торпедо било изстреляно от другата американска подводница в опит да се предотврати ответен торпеден удар, след разбирането за грешката която е допуснала първата американска подводница.
В хода на засекретеното до 2030 г. руско разследване на причините за потъването на подводницата „Курск“ се признава за това, че е имало възможност за спасяване на някои от оцелелите членове на екипажа, но се твърди че има две причини за руския отказ за незабавна помощ от някои страни от НАТО – първата е, че по този начин биха се разкрили конструктивни и други секрети на една от най-модерните руски подводници, а втората и доста по-смущаваща е чисто психологическа, т.е. че оцелелите руски моряци не биха били спестили истината за случилото се, което обстоятелство от своя страна ще постави света на ръба на ядрен конфликт с непредсказуеми последици за цялото човечество.
В подкрепа на алтернативната версия за потъването на подводницата се сочи безпрецедентното посещение на тогавашния директор на ЦРУ Джордж Тенет (за първи път директор на ЦРУ е на посещение в Москва), в резултат на което е уговорена финансова компенсация чрез обезсилване руски дълг към САЩ и предоставяне на Русия на нов заем от 10 милиарда долара при изключително изгодни условия. 
Докладът от специалното следствие, разкриващ причините за потъването на подводницата „Курск“ е предаден на президента на Руската федерация (по това време Владимир Путин) през август 2001 г. в навечерието на атентатите от 11 септември 2001 г.
На 12 април 2016 г. става ясно, че ще има и нов филм за потъването на подводницата „Курск“, който ще бъде заснет от кинокомпанията на изявения френски режисьор Люк Бесон. 